# Финал Гран-при по фигурному катанию 2008/2009
Финал Гран-при по фигурному катанию 2008—2009 (англ. 2008–2009 Grand Prix of Figure Skating Final) — заключительный турнир серии Гран-при по фигурному катанию в сезоне 2008-2009 годов. По шесть лучших фигуристов (или пар) в каждой дисциплине, определившиеся по итогам серии, участвуют в этом соревновании.
В 2008 году Финал прошёл в южно-корейском Кояне с 10 по 14 декабря. Спортсмены соревновались в категориях мужское и женское одиночное катание, парное фигурное катание и танцы на льду. 
В этом году, впервые, одновременно со взрослым Финалом Гран-при, там же прошёл и финал юниорской серии Гран-при, где в каждой дисциплине участвуют по восемь спортсменов (или пар).
В отличие от других турниров в рамках этой серии, финале танцоры не исполняют обязательный танец. Конкурс в танцах на льду начинается с оригинального танца в порядке обратном порядку квалификации пар в серии.

## Квалификация
По результатам серии Гран-при 2008-2009 в Финал прошли следующие участники:
|          | Мужчины          | Женщины          | Пары                                  | Танцы                                |
| -------- | ---------------- | ---------------- | ------------------------------------- | ------------------------------------ |
| 1        | Патрик Чан       | Ким Ён А         | Алёна Савченко / Робин Шолковы        | Изабель Делобель / Оливье Шонфельдер |
| 2        | Такахико Кодзука | Джоанни Рошетт   | Чжан Дань / Чжан Хао                  | Оксана Домнина / Максим Шабалин      |
| 3        | Джонни Вейр      | Мао Асада        | Юко Кавагути / Александр Смирнов      | Федерика Фаелла / Массимо Скали      |
| 4        | Бриан Жубер      | Каролина Костнер | Пан Цин / Тун Цзянь                   | Яна Хохлова / Сергей Новицкий        |
| 5        | Джереми Эбботт   | Юкари Накано     | Татьяна Волосожар / Станислав Морозов | Мерил Девис / Чарли Уайт             |
| 6        | Томаш Вернер     | Мики Андо        | Мария Мухортова / Максим Траньков     | Танит Белбин / Бенжамин Агосто       |
| Запасные |                  |                  |                                       |                                      |
| 1        | Албан Преобер    | Фумиэ Сугури     | Кеана Маклафлин / Рокни Брубейкер     | Натали Пешала / Фабьян Бурза         |
| 2        | Эван Лайсачек    | Рэйчел Флатт     | Джессика Дюбэ / Брайс Девисон         | Ванесса Крон / Поль Пуарье           |
| 3        | Янник Понсеро    | Алисса Чизни     | Рэна Иноуэ / Джон Болдуин             | Шинед Керр / Джон Керр               |

## Результаты

### Мужское одиночное катание

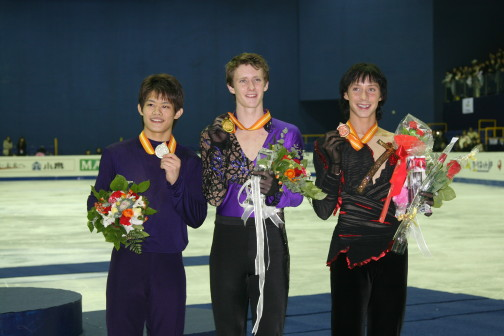

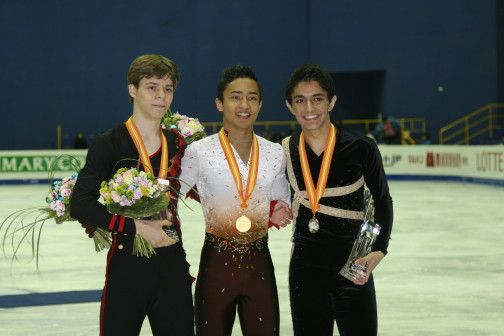

| Место | Имя              | Страна  | Сумма баллов | SP | FS |
| ----- | ---------------- | ------- | ------------ | -- | -- |
| 1     | Джереми Эбботт   | США     | 237.72       | 2  | 1  |
| 2     | Такахико Кодзука | Япония  | 224.63       | 1  | 3  |
| 3     | Джонни Вейр      | США     | 215.50       | 4  | 2  |
| 4     | Томаш Вернер     | Чехия   | 206.65       | 5  | 4  |
| 5     | Патрик Чан       | Канада  | 205.16       | 6  | 5  |
| WD    | Бриан Жубер      | Франция |              | 3  |    |

WD = снялся с соревнований

### Женское одиночное катание

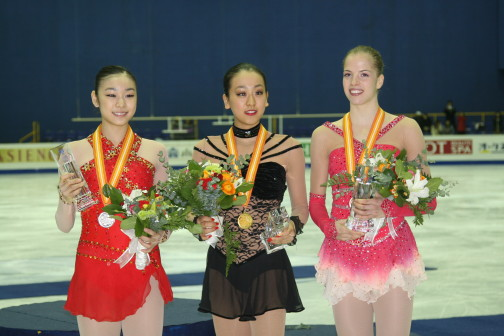

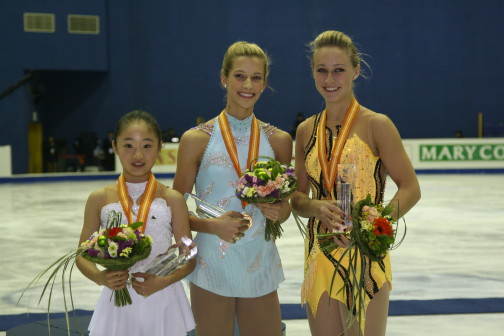

| Место | Имя              | Страна           | Сумма баллов | SP | FS |
| ----- | ---------------- | ---------------- | ------------ | -- | -- |
| 1     | Мао Асада        | Япония           | 188.55       | 2  | 1  |
| 2     | Ким Ён А         | Республика Корея | 186.35       | 1  | 2  |
| 3     | Каролина Костнер | Италия           | 168.01       | 4  | 4  |
| 4     | Джоанни Рошетт   | Канада           | 166.36       | 6  | 3  |
| 5     | Юкари Накано     | Япония           | 161.93       | 3  | 6  |
| 6     | Мики Андо        | Япония           | 158.25       | 5  | 5  |

### Парное катание

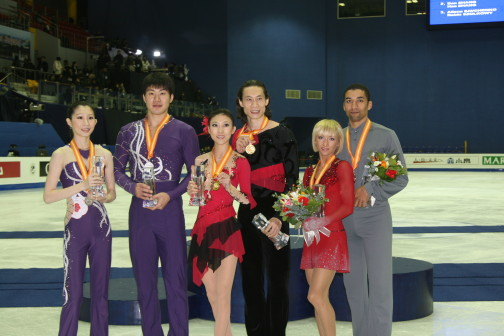

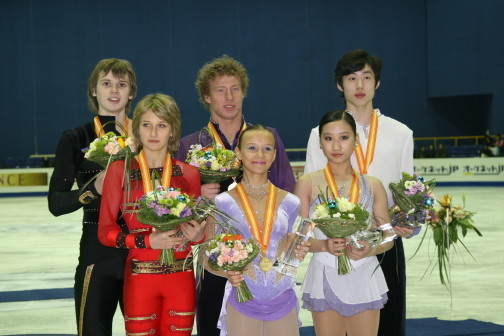

| Место | Имя                                   | Страна   | Сумма баллов | SP | FS |
| ----- | ------------------------------------- | -------- | ------------ | -- | -- |
| 1     | Пан Цин / Тун Цзянь                   | Китай    | 191.49       | 3  | 1  |
| 2     | Чжан Дань / Чжан Хао                  | Китай    | 188.22       | 2  | 2  |
| 3     | Алёна Савченко / Робин Шолковы        | Германия | 185.09       | 1  | 3  |
| 4     | Татьяна Волосожар / Станислав Морозов | Украина  | 175.83       | 4  | 5  |
| 5     | Юко Кавагути / Александр Смирнов      | Россия   | 167.45       | 6  | 4  |
| 6     | Мария Мухортова / Максим Траньков     | Россия   | 153.16       | 5  | 6  |

### Танцы на льду

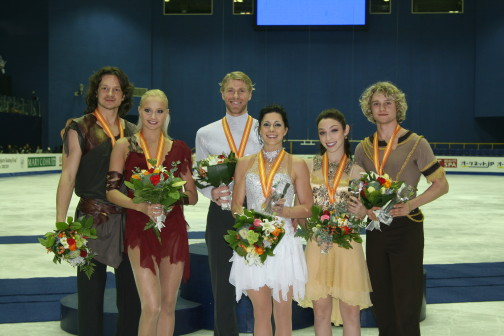

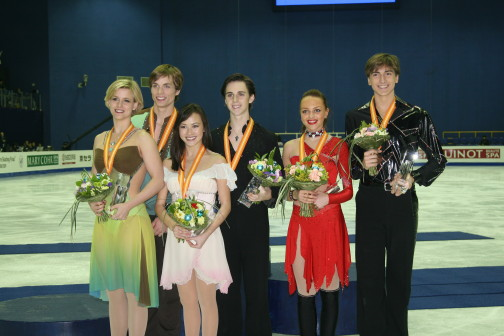

| Место | Имя                                  | Страна  | Сумма баллов | OD | FD |
| ----- | ------------------------------------ | ------- | ------------ | -- | -- |
| 1     | Изабель Делобель / Оливье Шонфельдер | Франция | 156.10       | 1  | 1  |
| 2     | Оксана Домнина / Максим Шабалин      | Россия  | 152.95       | 2  | 2  |
| 3     | Мерил Девис / Чарли Уайт             | США     | 148.04       | 5  | 3  |
| 4     | Федерика Фаелла / Массимо Скали      | Италия  | 145.12       | 3  | 4  |
| WD    | Танит Белбин / Бенжамин Агосто       | США     |              | 4  |    |
| WD    | Яна Хохлова / Сергей Новицкий        | Россия  |              |    |    |

WD = снялись с соревнований

## Результаты (юниоры)

### Мужское одиночное катание
| Место | Имя               | Страна    | Сумма баллов | SP | FS |
| ----- | ----------------- | --------- | ------------ | -- | -- |
| 1     | Флоран Амодьо     | Франция   | 199.58       | 1  | 1  |
| 2     | Армин Махбанузаде | США       | 193.48       | 2  | 2  |
| 3     | Ричард Дорнбуш    | США       | 183.93       | 3  | 4  |
| 4     | Иван Бариев       | Россия    | 180.65       | 5  | 5  |
| 5     | Денис Тен         | Казахстан | 180.34       | 7  | 3  |
| 6     | Александр Джонсон | США       | 178.40       | 4  | 6  |
| 7     | Elladj Baldé      | Канада    | 170.34       | 8  | 7  |
| 8     | Артур Гачинский   | Россия    | 168.68       | 6  | 8  |

### Женское одиночное катание
| Место | Имя                | Страна | Сумма баллов | SP | FS |
| ----- | ------------------ | ------ | ------------ | -- | -- |
| 1     | Becky Bereswill    | США    | 146.69       | 4  | 2  |
| 2     | Юкико Фудзисава    | Япония | 145.92       | 7  | 1  |
| 3     | Alexe Gilles       | США    | 144.49       | 1  | 4  |
| 4     | Канако Мураками    | Япония | 141.63       | 2  | 3  |
| 5     | Angela Maxwell     | США    | 131.75       | 3  | 5  |
| 6     | Kristine Musademba | США    | 122.86       | 8  | 6  |
| 7     | Amanda Dobbs       | США    | 117.07       | 5  | 7  |
| 8     | Diane Szmiett      | Канада | 113.25       | 6  | 8  |

### Парное катание
| Место | Имя                                           | Страна | Сумма баллов | SP | FS |
| ----- | --------------------------------------------- | ------ | ------------ | -- | -- |
| 1     | Любовь Илюшечкина / Нодари Майсурадзе         | Россия | 149.38       | 1  | 1  |
| 2     | Юэ Чжан / Лэй Ван                             | Китай  | 137.92       | 4  | 3  |
| 3     | Ксения Красильникова / Константин Безматерных | Россия | 137.22       | 2  | 5  |
| 4     | Анастасия Мартюшева / Алексей Рогонов         | Россия | 137.03       | 3  | 4  |
| 5     | Сабина Имайкина / Андрей Новосёлов            | Россия | 134.91       | 5  | 2  |
| 6     | Марисса Кастелли / Симон Шнапир               | США    | 126.40       | 6  | 6  |
| 7     | Наруми Такахаси / Мервин Тран                 | Япония | 106.04       | 8  | 7  |
| WD    | Ксения Озерова / Александр Энберт             | Россия |              | 7  |    |

WD = снялись с соревнований

### Танцы на льду
| Место | Имя                                   | Страна  | Сумма баллов | OD | FD |
| ----- | ------------------------------------- | ------- | ------------ | -- | -- |
| 1     | Медисон Чок / Грег Цуэрлин            | США     | 131.15       | 1  | 1  |
| 2     | Мэдисон Хаббелл / Киффер Хаббелл      | США     | 124.68       | 6  | 2  |
| 3     | Екатерина Рязанова / Джонатан Гурейро | Россия  | 124.30       | 2  | 4  |
| 4     | Майя Шибутани / Алекс Шибутани        | США     | 120.60       | 7  | 3  |
| 5     | Екатерина Пушкаш / Дмитрий Киселёв    | Россия  | 120.35       | 5  | 5  |
| 6     | Харис Ральф / Ашер Хилл               | Канада  | 120.09       | 4  | 6  |
| 7     | Алиса Агафонова / Дмитрий Дунь        | Украина | 119.38       | 3  | 7  |
| 8     | Марина Антипова / Артём Кудашев       | Россия  | 111.43       | 8  | 8  |

## Призовой фонд
Серия Гран-при является серией коммерческих турниров и за участие в ней полагаются призовые. Распределение призов в финале Гран-при сезона 2008-2009 выглядело следующим образом:
- у «взрослых» спортсменов

| Место | Сумма   |
| ----- | ------- |
| 1     | $25,000 |
| 2     | $18,000 |
| 3     | $12,000 |
| 4     | $6,000  |
| 5     | $4,000  |
| 6     | $3,000  |

- у юниоров

| Место | Сумма (Одиночники) | Сумма (Пары/Танцы) |
| ----- | ------------------ | ------------------ |
| 1     | $6,000             | $9,000             |
| 2     | $5,000             | $7,500             |
| 3     | $4,000             | $6,000             |
| 4     | $3,000             | $4,500             |
| 5     | $2,000             | $3,000             |
| 6     | $1,000             | $1,500             |

## События
- Многие спортсмены на этом турнире страдали от пищевых отравлений. Российская танцевальная пара Яна Хохлова и Сергей Новицкий снялись в связи с этим с соревнований[1]. Максим Траньков был увезен в больницу сразу после исполнения произвольной программы[2]. Так же, плохо себя чувствовала и победительница турнира в танцах на льду Изабель Делобель[3]. Кроме того, отравление получили несколько судей.
- Бриан Жубер снялся с соревнований после короткой программы (в которой был третьим) из-за травмы спины[4].

## Расписание
Корейское стандартное время (UTC+9)
- 11 декабря 2008 года
  - 16:00 — Церемония открытия
  - 16:45 — Танцы на льду. Юниоры (оригинальный танец)
  - 18:10 — Мужское одиночное катание. Юниоры (короткая программа)
  - 19:35 — Парное катание. Юниоры (короткая программа)
  - 21:00 — Женское одиночное катание. Юниоры (короткая программа)

- 12 декабря 2008 года
  - 14:30 — Парное катание. Юниоры (произвольная программа)
  - 16:05 — Мужское одиночное катание. Юниоры (произвольная программа)
  - 18:00 — Танцы на льду (оригинальный танец)
  - 19:10 — Мужское одиночное катание (короткая программа)
  - 20:15 — Женское одиночное катание (короткая программа)
  - 21:20 — Парное катание (короткая программа)

- 13 декабря 2008 года
  - 14:00 — Танцы на льду. Юниоры (произвольный танец)
  - 15:25 — Женское одиночное катание. Юниоры (произвольная программа)
  - 17:30 — Танцы на льду (произвольный танец)
  - 18:50 — Мужское одиночное катание (произвольная программа)
  - 20:05 — Женское одиночное катание (произвольная программа)
  - 21:20 — Парное катание (произвольная программа)

- 14 декабря 2008 года
  - 14:00 —  Показательные выступления